# Elektrownia jądrowa Almaraz

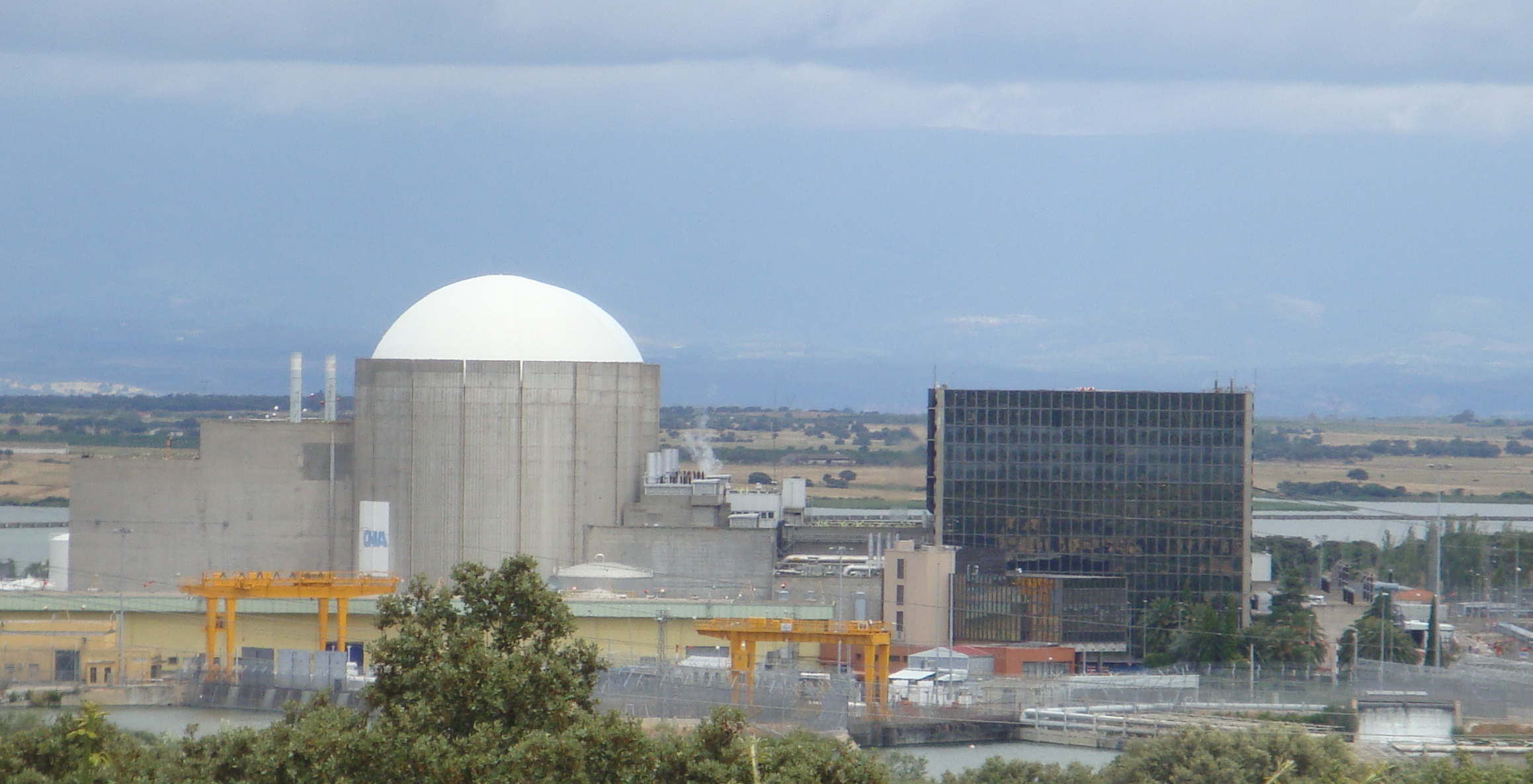
Elektrownia jądrowa Almaraz

Elektrownia jądrowa Almaraz (hiszp. Central nuclear de Almaraz) – hiszpańska elektrownia jądrowa położona koło miasteczka Almaraz. Wykorzystuje dwa reaktory wodne ciśnieniowe. Właścicielami są firmy Iberdrola (53%), Endesa (36%) i Union Fenosa (11%), a operatorem Centrales Nucleares Almaraz-Trillo (CNAT).
W czerwcu 2010 roku odnowiono licencję na pracę reaktorów na kolejne 10 lat. W tym samym roku oba bloki zostały unowocześnione, co zwiększyło moc netto każdego z nich o 70 MW mocy elektrycznej, co przy zachowaniu współczynnika obciążenia pozwoli na generowanie 1 TWh rocznie.
| Nazwa bloku | Typ reaktora              | Producent    | Data rozpoczęcia budowy | Data osiągnięcia stanu krytycznego | Data włączenia do sieci | Data rozpoczęcia pracy komercyjnej | Moc elektry. netto (MW) | Moc elektry. brutto (MW) | Moc termiczna (MW) |
| ----------- | ------------------------- | ------------ | ----------------------- | ---------------------------------- | ----------------------- | ---------------------------------- | ----------------------- | ------------------------ | ------------------ |
| Almaraz-1   | PWR model W (trójpętlowy) | Westinghouse | 2 lipca 1973            | 5 kwietnia 1981                    | 1 maja 1981             | 1 września 1983                    | 947 (1011)              | 980 (1045)               | 2696               |
| Almaraz-2   | PWR model W (trójpętlowy) | Westinghouse | 2 lipca 1973            | 19 września 1983                   | 8 października 1983     | 1 lipca 1984                       | 950 (1006)              | 983 (1044)               | 2696               |